# Praia de Paimogo

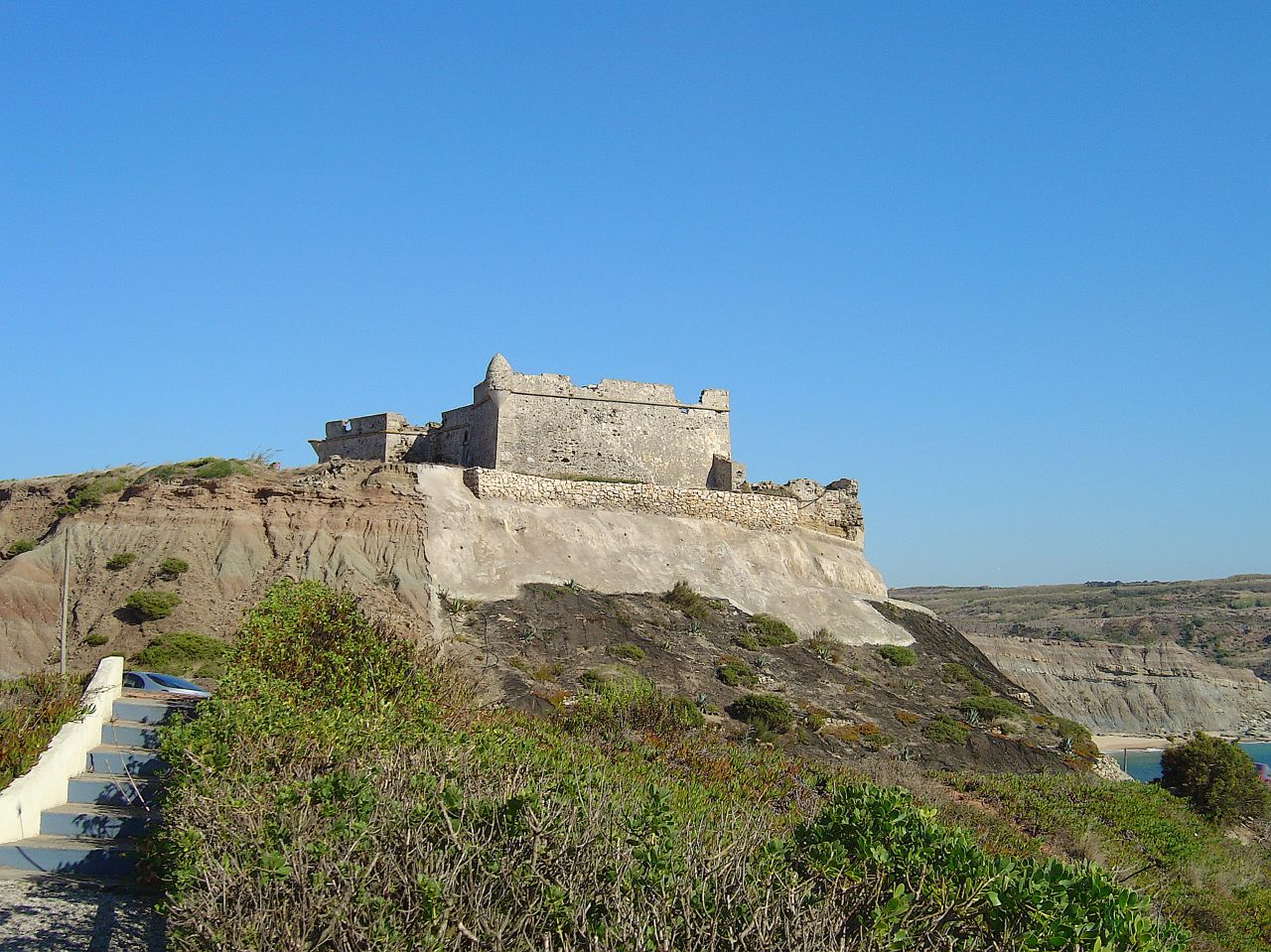
Forte de Paimogo

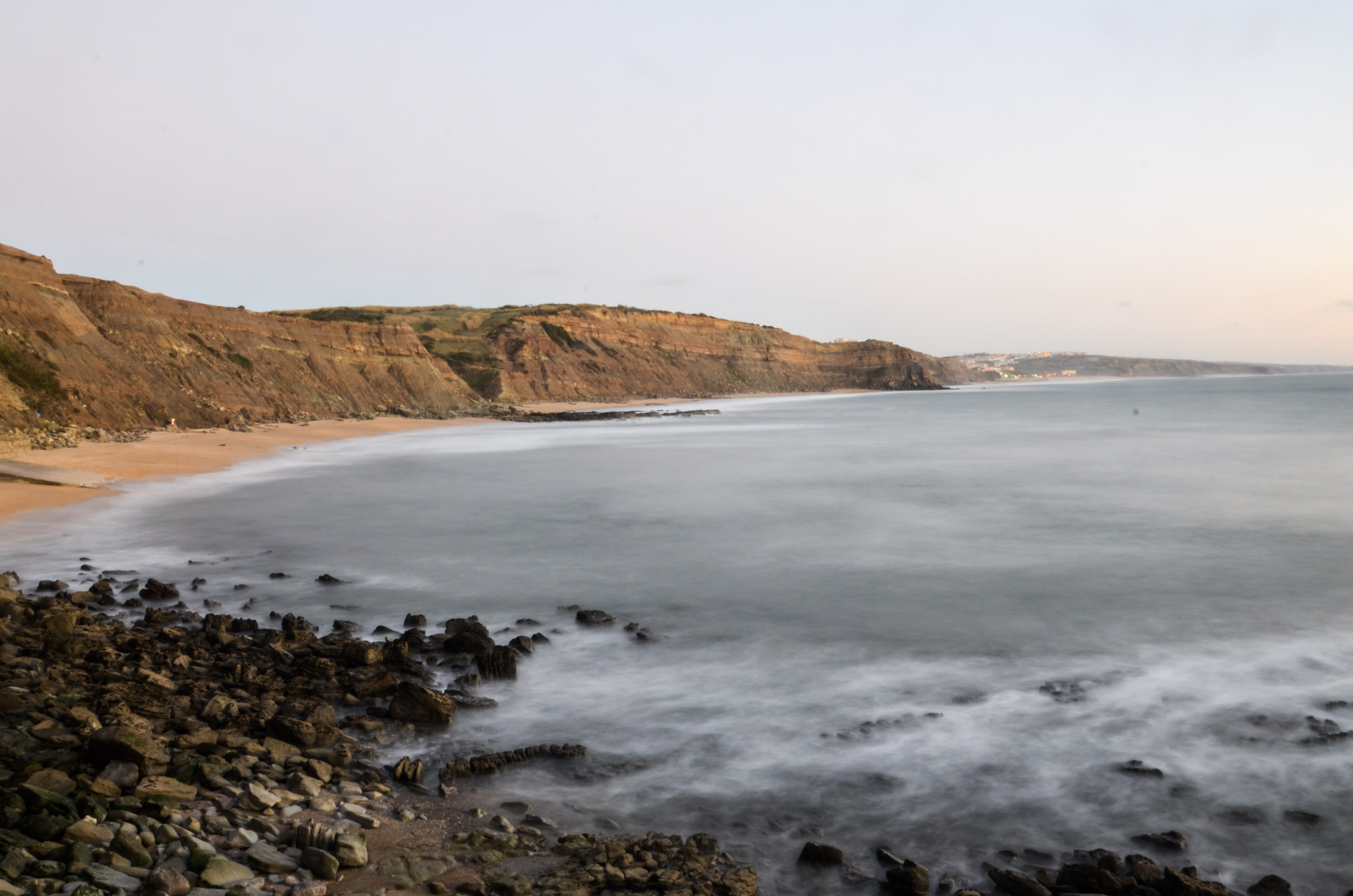
Praia de Paimogo

A Praia de Paimogo é uma praia situada na freguesia de Lourinhã e Atalaia, no município da Lourinhã, em Portugal.
A baía é protegida pelo Forte de Paimogo, do século XVII. O areal da praia com suas águas calmas possibilita a prática de mergulho, caça submarina ou pesca desportiva.
Pequena praia frequentada por pescadores, não existindo outras infra-estruturas de apoio para além de um bar e um restaurante. Reúne ainda condições para a prática de surf e bodyboard.
Nesta localidade foram descobertos numerosos fósseis de dinossauro, como o Zby atlanticus, ou cerca de 100 ovos de dinossauro (ML 565), em 1993, alguns deles contendo ossos embrionários, atribuídos mais tarde à espécie Lourinhanosaurus antunesi. Estes encontram-se depositados no Museu da Lourinhã.